# Street Fighter III: 3rd Strike
Street Fighter III 3rd Strike: Chiến đấu vì tương lai - Street Fighter III 3rd Strike: Fight for the Future (ストリートファイターⅢ サードストライク) là trò chơi điện tử đối kháng 2D được sản xuất bởi Capcom, phát hành năm 1999. Nó là trò chơi thứ ba của loạt Street Fighter III, sau Street Fighter III: New Generation (bản đầu tiên) và Street Fighter: 2nd Impact. Trò chơi này được thêm vào 5 nhân vật mới, trong đó có Chun-Li. 3rd Strike được chạy trên phần cứng CP System III. Nó cũng được chơi trên Dreamcast, PlayStation 2 và Xbox. Phiên bản chơi trực tuyến Street Fighter III: 3rd Strike Online Edition theo kế hoạch sẽ được phát hành vào năm 2011 trên các hệ máy PlayStation 3 và Xbox 360.

## Hệ thống trò chơi
Phát hành vào tháng 5 năm 1999, 3rd Strike đem đến cho Street Fighter III nhân vật Chun-Li. 4 nhân vật mới khác được thêm vào (Makoto, Remy, Q và Twelve) làm cho số lượng nhân vật của 3rd Strike tăng lên 20.
Những lệnh như Gạt đòn trên không (Air Parries), Vật và Giữ (Throws/Holds) và Nhảy Tấn công (Leap Attacks) đều được thay đổi từ 2nd Impact. Thêm vào đó, người chơi có thể Gạt đòn dưới đất. Trò chơi còn giới thiệu "Hệ thống Xét xử", trong đó người chơi sau khi giành chiến thắng một trận đấu sẽ được chấm điểm dựa vào sự Tấn công, Phòng thủ, Kỹ thuật và Điểm thưởng. Điểm Đặc biệt cũng được thêm vào nếu người chơi thực hiện đầy đủ những yêu cầu đặc biệt.
Trong chế độ chơi đơn, người chơi sẽ có tổng cộng 10 đối thủ, trong đó có một đối thủ riêng biệt theo từng nhân vật (ở màn 9) và cuối cùng là trùm cuối Gill (ở màn 10). Tuy nhiên, trùm cuối của nhân vật Gill là Alex. Khác với những nhân vật khác, nhân vật Q được máy điều khiển chỉ xuất hiện với vai trò thử thách bí mật trong chế độ chơi đơn.
Có 2 màn chơi phụ là "Gạt bóng" (với Sean là người ném) và "Phá hủy chiếc xe", trong đó người chơi sẽ phá hủy một chiếc SUV trong thời gian 50 giây.

## Nhân vật
Các nhân vật của 2nd Impact đều xuất hiện trong trò chơi này, ngoại trừ Shin Akuma. 5 nhân vật được thêm mới bao gồm:
- Chun-Li: Cô tiến hành tìm kiếm đứa trẻ mồ côi bị bắt cóc mà cô đang chăm sóc.
- Makoto: Một cô gái trẻ người Nhật, luyện tập karate. Cô chiến đấu nhằm tái sinh thời đại huy hoàng cho ngôi trường của cô.
- Q: Một nhân vật bí ẩn bị truy nã bởi CIA.
- Remy: Một chiến binh tóc dài đến từ Pháp. Đòn đánh của anh được thiết kế trông giống Guile và Charlie.
- Twelve: Một đấu sĩ có khả năng biến đổi hình dạng được tạo thành bởi tổ chức của Gill. Nhiệm vụ của Twelve là đánh bại nguyên mẫu đầu tiên của mình, Necro.

## Âm nhạc
Khi đấu với mỗi nhân vật, trò chơi đầu phát những bản nhạc đặc trưng cho nhân vật đó. Sau đây là danh sách nhân vật và bản nhạc tương ứng.
| Nhân vật | Bản nhạc                    |
| -------- | --------------------------- |
| Alex     | Jazzy NYC '99               |
| Dudley   | You Blow My Mind            |
| Elena    | Beats In My Head            |
| Ibuki    | Twilight                    |
| Ken      | Jazzy NYC '99               |
| Necro    | Snowland                    |
| Oro      | The Longshoreman            |
| Ryu      | Kobu                        |
| Sean     | The Longshoreman            |
| Yang     | Crowded Street (Third edit) |
| Yun      | Crowded Street (Third edit) |
| Gill     | Psych Out                   |
| Akuma    | Killing Moon                |
| Hugo     | The Circuit                 |
| Urien    | Crazy Chili Dog             |
| Chun-Li  | China Vox                   |
| Makoto   | Spunky                      |
| Q        | The Theme of Q              |
| Remy     | The Beep                    |
| Twelve   | Snowland                    |